# Neagu Udroiu
Neagu Udroiu (n. 3 aprilie 1940, Cartojani, România – d. 10 septembrie 2022) a fost un jurnalist, scriitor, diplomat, membru al Uniunii Ziariștilor Profesioniști din România.

## Biografie
S-a născut la 3 aprilie 1940 în satul Cartojani din județul Vlașca (actualmente în județul Giurgiu). A fost căsătorit cu Marieta Popescu, inginer și au avut împreună trei copii.

### Studii
A urmat cursurile primare în comuna natală, apoi școala profesională a Uzinei Vulcan (1955–1958). Liceul l-a început la Bolintin Vale, dar l-a terminat la București.
A urmat apoi cursurile Facultății de Metalurgie a Institutului Politehnic București în perioada 1959–1964. A obținut mai târziu o bursă a Institutului Mondial de Presă și a studiat în S.U.A. timp de un an (1973–1974).

### Carieră

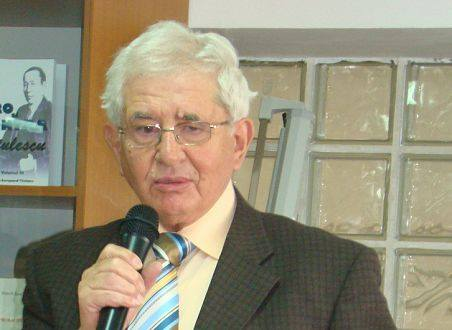
Neagu Udroiu - lansare de carte la Biblioteca Județeană „I.A. Bassarabescu” Giurgiu

A fost redactor șef de radio-televiziune (1974-1978), apoi a lucrat la ziarul Scînteia. Între anii 1979–1997 a desfășurat activitate în Agenția Națională de Presă, respectiv secretar general de agenție în cadrul AGERPRES și apoi director al ROMPRES. Ulterior, între anii 1999-2001, s-a dedicat mediului editorial, activând ca șef departament în cadrul Editurii Niculescu, pentru ca apoi să fie director de programe culturale în cadrul postului de televiziune România de Mâine.
A fost ambasador extraordinar și plenipotențiar al României în Finlanda și Estonia (2001–2006). În ziua de 11 aprilie 2006, la încheierea mandatului în Finlanda, șeful statului finlandez, doamna Tarja Halonen, l-a întrebat: „Ce veți face de acum încolo?”, iar Neagu Udroiu a răspuns: „Voi scrie o carte despre Finlanda”. Peste un an, la Editura Niculescu, îi apărea cartea Zăpezi din miazănoapte. Ambasador în Finlanda.
În Colecția Biblioteca Giurgiuveană, editată de Biblioteca Județeană „I. A. Bassarabescu” Giurgiu, i-au apărut două titluri: 80 (2020) și Cartojani. Istorii vechi și noi, două volume (2016). În 2021, volumul 80 a fost lansat în cadrul unui eveniment cultural internațional de excepție organizat la Biblioteca Județeană „I. A. Bassarabescu” Giurgiu, de ziua diplomației române. Alături de Neagu Udroiu au participat reprezentanți ai instituțiilor publice din Bulgaria și România, precum și diplomatul român Cosmin Boiangiu online din Bratislava.
A fost cetățean de onoare al orașului american Minneapolis și al localității Bolintin-Vale.

## Omagiu
În data de 3 aprilie 2022, cu prilejul împlinirii vârstei de 82 de ani, a fost omagiat în cadrul unui eveniment desfășurat la „Salonul Cultural”, ediția 2022. Președintele UZPR, Sorin Stanciu, i-a înmânat distincția „Excelență în Performanță pentru implicarea totală, cultural-publicistică, și performanța calitativă și cantitativă în evoluția și patrimoniul presei românești de-a lungul unei bogate și fructuoase cariere”.
La Gala Premiilor Uniunii Ziariștilor Profesioniști din România din 9 noiembrie 2022 i s-a acordat post-mortem distincția „In Memoriam”.

## Lucrări publicate[20]
Reportaje din țară:
- Profesiune și sens de viață (1973)
- Sita lui Eratostene (1981)
- Zăpezi din miazăzi (1982)
- Pieton prin sate și orașe românești (2000)
- Emisferele de Magdeburg (2001)
- Cartojani. Istorii vechi și noi (două volume, 2016)
- Semaforul albastru (2018)[21]
- 80 (2020)

Reportaje din străinătate:
- Reporter pe Mississippi (1976)
- Hawaii (1977)
- Pieton prin orașele lumii (3 volume: 1976, 1994, 1998)
- Ferestre spre Carpați (1983)
- Mâine, în secolul următor (1985)
- Terra - casa în care locuim (1998)
- America, un loc sub soare (1991)
- Lumea Nouă - cinci veacuri de nesingurătate (vol. I - 1994, vol. II - 1998)
- Watergate - un crâmpei de istorie americană (1994)
- Români la nord și la sud de Ecuator (1994)
- Japonia se scufundă? (1996)
- China, Dragonul pe roți (1997)
- Coreea de Sud și veacul Pacificului (1997)
- Zăpezi din miazănoapte. Ambasador în Finlanda (2007)

Eseuri în domeniul publicisticii:
- Gutenberg sau Marconi? (1981)
- Eu comunic, tu comunici, el comunică (1983)
- Sub roțile Carului Mare (1998)
- Tehnologia în tranșeele informației (1999)
- Angrosiști în Piața Informației (1999)
- Regatul meu pe-o știre (2000)

Reporter la evenimente:
- O șansă păcii - trimis special la Națiunile Unite (1989)
- Pelerin la Infopolis (2000)